# Ernst Gonell
Ernst Gonell (* 24. November 1902 in Königsberg; † 23. Februar 1945 in Posen) war ein deutscher Generalmajor der Wehrmacht im Zweiten Weltkrieg.

## Leben
Gonell trat am 2. Mai 1919 als Jäger in das Infanterie-Regiment 39 der Reichswehr ein und wurde am 11. November 1920 in das Infanterie-Regiment 2 versetzt. Er besuchte die Infanterieschule in Ohrdruf und wurde im August 1923 Offizieranwärter. Im Oktober 1934 kam er für zwei Jahre an die Kriegsakademie. In die Wehrmacht übernommen, war er ab 1936 zwei Jahre Kompaniechef im Infanterieregiment 87. Nachdem er 1938/39 Lehrer an der Kriegsschule Dresden gewesen war, wurde Gonell als Major (1939) und Oberstleutnant (1940) Bataillonskommandeur im Infanterieregiment 234 (1939), im Infanterieregiment 433 (1940) und im Infanterieregiment 17 (1941). Im Herbst 1941 mit der Führung des Infanterieregiments 12 beauftragt, wurde er am 12. Januar 1942 Kommandeur (seit dem 1. April 1942 als Oberst) des Grenadier-Ersatz-Bataillons 12. Nach fünf Monaten in der Führerreserve war er im April 1943 beim Stab des Generals der Infanterie im Oberkommando des Heeres. 
Am 10. Juni 1943 wurde er Kommandeur der Fahnenjunkerschule V in Posen. Am 30. Januar 1945 zum Generalmajor befördert, war er im Februar 1945 für einige Tage Kommandant der Festung Posen. Als die letzten Verteidiger der Festung vor der Roten Armee kapitulierten, setzte der überzeugte Nationalsozialist seinem 42-jährigen Leben am 23. Februar 1945 ein Ende (breitete auf dem Boden seines Befehlsstandes eine Hakenkreuzflagge aus, legte sich darauf und schoss sich eine Kugel in den Kopf).
Gonell wurde am 22. Februar 1945 das Ritterkreuz des Eisernen Kreuzes verliehen.